# Bàn thành tứ hữu
Bàn thành tứ hữu tức Bốn người bạn ở thành Đồ Bàn, hay còn gọi là Nhóm thơ Bình Định, là một nhóm thơ đã phát sinh và tồn tại trên đất Bình Định từ năm 1936 cho đến 1945.

## Khởi đầu
Khởi đầu, ở Bình Định có hai đôi bạn. Đôi thứ nhất gồm Quách Tấn và Hàn Mặc Tử. Đôi thứ hai gồm Yến Lan và Chế Lan Viên.

### Đôi bạn Quách Tấn - Hàn Mặc Tử
Theo lời kể của Quách Tấn, thì vào năm 1931 sau khi đọc được những bài thơ Đường luật ký trên P.T trên báo, rồi vì quá yêu thích nên ông có nhờ người quen dò tìm và tình cờ gặp được P.T.
P.T tức Phong Trần, mà Phong Trần, sau này là Hàn Mặc Tử..
Kể từ đó, hai người "là một đôi tri kỷ và họ yêu nhau như tình nhân. Quách Tấn bề ngoài nghiêm nghị khó gần, ít khi bộc lộ tình cảm nồng nhiệt, vậy mà với Hàn, ông đặc biệt thân ái và chiều chuộng..."
Khi Hàn mắc bệnh hiểm nghèo, Quách Tấn đã hết lòng tìm thầy chạy chữa và nhiều tháng đã trích tiền lương giúp bạn... Bởi những chân tình đó, trước khi mất, người thi sĩ vắn số này đã giao cho Quách Tấn việc cất giữ nhiều thư từ và thơ của mình...

### Đôi bạn Yến Lan - Chế Lan Viên
Theo hồi ký của Yến Lan thì ông lớn hơn Chế Lan Viên 4 tuổi và học trên Chế ba lớp trong Trường Tiểu học Pháp Việt ở thị trấn Bình Định.
Và: "Vốn thông minh và có khiếu văn chương từ nhỏ, nên những bài thơ của Chế đã làm nhiều người yêu thơ kinh ngạc vì giọng thơ già dặn và u buồn trước tuổi của một học sinh đệ tam niên. Cũng như đôi bạn trên, nhờ thơ mà Yến Lan và Chế gặp nhau để rồi có cuốn sách hay, bài thơ mới đều đọc cho nhau nghe. Chiều chiều cùng dạo quanh thành cổ Bình Định, trèo lên lầu Cửa Đông, ngắm những ngọn tháp Chàm cô đơn trên các đỉnh đồi quạnh quẽ mà ôm ấp mộng văn chương."

## Hình thành
Năm 1936, Hàn Mặc Tử thôi làm báo ở Sài Gòn về Quy Nhơn, gặp Yến Lan và Chế Lan Viên.
Theo báo Bình Định thì: "Hàn Mặc Tử và Chế Lan Viên quen nhau khi Chế 16 tuổi và Hàn 24 tuổi. Chế thường mang thơ của mình cho Hàn đọc, góp ý. Có bài thơ mới, Hàn Mặc Tử lại đọc cho Chế Lan Viên nghe. Cũng với sự khuyến khích của Hàn, Chế đã hoàn thành bản thảo tập Điêu tàn và xuất bản năm 1937.
Còn cuộc gặp gỡ giữa Yến Lan và Hàn Mặc Tử thật đặc biệt. Đó là vào một sáng chủ nhật giữa năm 1930, Yến Lan đang ngồi chép lại bài thơ mới làm hôm qua tại chùa Ông (Bình Định) thì Hàn Mặc Tử đưa Nguyễn Công Hoan đến vãn cảnh chùa. Biết Yến Lan có làm thơ, Hàn Mặc Tử mời Yến Lan có dịp vào Quy Nhơn ghé chơi tại nhà ở số 20 Khải Định...
Trong quá trình trao đổi, Hàn Mặc Tử nhận thấy cần phải qui tụ bốn người (kể cả mình) trong một nhóm thơ để cùng học hỏi và thúc đẩy nhau trên đường sáng tạo. Tứ đó, khi hình thành nhóm, Hàn Mặc Tử luôn luôn là người điều hòa và thắt chặt các mối dây bằng hữu.
Lạ một điều là đến khi Hàn mất đi, Quách Tấn mới gặp Yến Lan và Chế Lan Viên, nhưng qua Hàn, tình bạn của họ như đã đậm đà từ lâu.
Trong Hàn Mặc Tử - Hương thơm & mật đắng có đoạn:
"Một người nghiên cứu văn học ở Bình Định đương thời, chơi rất thân với nhóm thơ là Trần Thống (tức Trần Kiên Mỹ) đã hết lời ngợi ca tình bạn đó trong bài nói chuyện Bình Định lắm duyên với thi sĩ. Ông Mỹ đã dùng hình tượng tứ linh để ví với Bàn thành tứ hữu. Trong đó, long là Hàn Mặc Tử, lân là Yến Lan, qui là Quách Tấn và phụng là Chế Lan Viên. Đó là một cách so sánh lý thú và khá phù hợp với tính cách từng người trong nhóm.
Lạ một điều nữa là, tuy "nhóm thơ giao du rất rộng, nhưng không mở rộng nhóm thơ", nghĩa là trước sau chỉ có bốn người..."
Trong ngần ấy năm tồn tại (1936-1945), Bàn thành tứ hữu lần lượt cho ra đời nhiều thi phẩm có giá trị, gây được nhiều tiếng vang, như Thơ Điên, Điêu tàn, Mùa cổ điển, Bến Mi Lăng v.v...Tất cả đã góp phần không nhỏ vào sự phát triển của nền văn học Việt.

## Trường thơ Loạn
Sau này, khi quan tâm vào tính khuynh hướng của sáng tác, Hàn Mặc Tử thấy ngay trong Nhóm thơ Bình Định, tính khuynh hướng thể hiện rất rõ trong sáng tác của từng người.
Cuối năm 1936, Hàn Mặc Tử đề xướng việc thành lập Trường thơ Loạn. Và theo lời kể của Yến Lan, thì trong khi đang suy nghĩ về vấn đề đó, Hàn biết Yến Lan vừa hoàn thành một tập thơ viết về đề tài chiến tranh, nhan đề Giếng loạn. Cái tên của tập thơ đã gợi cho Hàn cái tên của trường phái mà nhà thơ định khởi xướng. Chỉ còn đợi dịp.
Ít lâu sau tại ngôi nhà số 20 Khải Định, Quy Nhơn, Hàn Mặc Tử cảm động cầm trên tay bản đặc biệt của tập Điêu Tàn (1937) do Chế Lan Viên mang đến tặng mình. Dịp ấy, Chế Lan Viên đi với Yến Lan và một người nữa. Sau khi chúc mừng Chế, Hàn xúc động nói: "Lâu nay chúng ta làm toàn những loại thơ điên loạn, xem ra có đủ nhân tố để dựng một trường thơ, trường thơ Điên loạn. Ừ, mà nó đã có mầm mống từ lâu rồi (giơ tập thơ của Chế Lan Viên lên), cái tựa tập Điêu tàn này là tuyên ngôn thứ nhất của chúng ta. Rồi chúng ta sẽ tiếp tục có tuyên ngôn bổ sung khi in tập thơ chung của Trường thơ Loạn". Từ đó, cái tin ở Quy Nhơn có Trường thơ Loạn (có người gọi là Trường thơ Điên) loan truyền ra khắp nơi.

## Ngộ nhận
Ban đầu Trường thơ Loạn gồm Hàn Mặc Tử, Yến Lan, Chế Lan Viên, sau có thêm Bích Khê, Hoàng Diệp, Quỳnh Dao... Vì có tới ba trong bốn thành viên của Nhóm thơ Bình Định nên không ít người tưởng rằng Trường thơ Loạn là một danh hiệu khác của Nhóm thơ Bình Định., tức Bàn thành tứ hữu.
Quách Tấn và Yến Lan, hai thành viên của nhóm, khi còn sống đều đã khẳng định Bàn thành tứ hữu là một nhóm thơ. Ở đó, sự gắn kết với nhau bằng tình thi ca, bằng hữu, hơn là một trường phái sáng tác.